# 湊谷弘
湊谷 弘（みなとや ひろし、1943年10月17日 - 2016年6月15日）は、日本の柔道家（講道館9段）。富山県出身。
1967年と1969年に開催された世界選手権大会の軽中量級覇者である。

## 経歴

### 生い立ち
富山県福野町（現・南砺市）で接骨院を営む家に、7人兄妹の末っ子として生まれる。父が道場を経営していた関係で5歳頃から柔道を始め、当時は幼心にもインターハイか国体への出場を目標に稽古に励んだ。なお、兄妹はいずれもスポーツマン・スポーツウーマンで、後に卓球のダブルスで日本一になった者もいる。
中学校を卒業すると、進学校であり柔道でも県立小杉高校らと共に当時富山県内の4強に数えられた県立福野高校（現・県立南砺福野高校）へ進学。当時は武道=体重無差別の時代であり、現在なら軽量級に区分される当時体重60kgの湊谷は、常に自分より大きい相手と戦うことが当たり前だった。高校3年次のインターハイ県予選では準決勝まで進むも、体重90kgの相手と延長戦の末に引き分け、あみだくじで決勝進出を逃している。また、国体予選では5人の出場枠に対しベスト8止まりで、代表の座は射止められなかった。結論を言えば、高校時代の湊谷は全国大会には一度も出場していないことになる。
全国大会出場が叶えられず「もっと強くなりたい」という願望が一層大きくなった湊谷の思いとは裏腹に、高校時代に良い結果を残していない湊谷に対して大学柔道部からの勧誘は皆無だった。それに加え、家庭の経済的な事情も考慮し、湊谷は富山県警を受験してこれに合格する。しかし、近所に住む武道専門学校出身の酒井吉男（富山県柔道連盟副会長）が、同じく武専出身で当時の大学柔道界で最強を誇った天理大学の指導員を務める松本安市・吉松義彦・橋元親らに推薦してくれたため同大学を受験。倍率5倍以上であったが、合格者25人のうちギリギリ23番目の成績で合格し、合格していた警察官への進路は辞退した。

### 飛躍の天理大学時代
1962年の4月に天理大学柔道部に入部するも、実力の劣る湊谷は、実力ごとにAからDまでクラス分けされた中の最低ランクDに分類され、監督・コーチ陣からは名前すら覚えて貰えなかった。また、長身細身の体格から“ホネ”と揶揄され、先輩からは柔道部特有の"かわいがり"（いわゆるシゴキ）を受けた。一日に3-4回（最高で11回）は絞め落とされたそうである。この頃のことを湊谷は、「何度も退部を考えた事はあったが、生活費を工面してくれる兄や貧しいながらも学費を捻出してくれた父の事が頭をよぎり、負け犬となって富山に帰るわけにはいかなかった」と述懐している。
体格で劣る湊谷は従来の練習に加え、筋力トレーニングや走り込み、1人打ち込みなど自主トレーニングを遮二無二こなし、2年生の夏になるとブルース・リーのように細いながらも筋肉質の体を手に入れた。この頃には背筋力も200kgを越え、3年生の先輩の半分は相手にすらならないほど強くなり、秋には柔道部内のクラスもAに昇格。そのスタイルは天理大典型の攻めの柔道で、176cmの長身から奥襟を取って連射砲の如く繰り出す大内刈・大外刈・小外掛・内股・支釣込足や掬投に長じ、1963年はその卓越した実力を証明するかのように全日本学生選手権大会（軽量級）で3位入賞を果たした。軽量級ながら体重無差別で行われる学生団体戦のレギュラーにも抜擢され、また出場するだけでも名誉とされた1964年の全日本学生東西対抗大会で優秀選手賞を受賞するなどして、この頃には東京五輪の候補選手に選ばれている。大学4年次の1965年には、リオデジャネイロで開催される世界選手権大会の代表選考会で東京五輪覇者の中谷雄英（明治大学）を破り、代表に選ばれた。世界選手権では、決勝戦で同じ日本代表の松田博文（関西大学）に敗れるも銀メダルを獲得し、一躍その名を広めた。

### 世界選手権とオリンピック
1966年に大学を卒業すると、東京五輪無差別級の金メダリストであり天理大学で修行したこともあるオランダのアントン・ヘーシンクから誘いを受け渡欧。ユトレヒトにあるヘーシンク道場やオランダ体育大学で指導員を務める傍ら、一方でウィレム・ルスカやシュナイダー兄弟らを相手に自身の乱取稽古も行い、また寝業も徹底的に鍛え上げた。「水も食べ物も合わないし言葉もわからなかったが、柔道は共通だから困る事はなかった」と湊谷は述べている。欧州各国にも出稽古し、5人掛け・7人掛け等をこなしたという。
1967年5月に帰国すると、同年の世界選手権大会（ソルトレイクシティ）代表選考会では、試合前に松本安市監督から代表選出の条件として課された全試合一本勝を成し遂げ、日本代表に選ばれた。8月の世界選手権大会では決勝で韓国の朴吉淳を大外刈で破り、世界チャンピオンとなった。なお、この大会では7試合を戦い、合計10分もかからないほどの圧倒的強さで、同期の佐藤宣践は「無人の野を行くが如し」の快進撃であったと表している。
オリンピックイヤーの1968年は、湊谷自身も後に「出れば100%金メダルの自信があった」と語る通り、五輪に向け周囲の期待も高まるが、開催国に種目決定権があった当時のメキシコは柔道競技を採用しなかった。翌1969年には、千載一遇の機会を逃した鬱憤を晴らすかのように全日本選抜体重別選手権大会で優勝し、世界選手権大会で2連覇を達成したほか、軽中量級の体格ながら、体重無差別で行われる全日本選手権大会でブロック予選を勝ち抜き本選出場を果たしたことも見逃せない。
本人が「五輪の金メダルは欲しかった」と語る通り、1972年のミュンヘン五輪を目標に自身を奮い立たせるものの、20代後半という年齢的な体力の衰えは隠せなかった。1971年7月の全日本体重別選手権大会で3位に終わり、9月の世界選手権大会でも決勝で若手の津沢寿志（正気塾）に敗れた。翌1972年の全日本体重別選手権大会でも野村豊和に敗れ準優勝であった。これを最後に同階級の第一線からは退いたが、以降もサンボの大会で優勝したり、1975年の全日本選手権大会に出場し選手宣誓を務めるなどした。なお、柔道を始めた頃に目標としていた国体への出場は、実に14回を数えていた。

### 指導者として
オランダからの帰国後、選手と並行して金沢工業大学の助手・柔道部監督を務めていた湊谷は、指導者としても秀でた能力を発揮し、同大柔道部を13年連続で北信越ブロック優勝に導いた。1974年に助教授、1991年には教授となり、また、天性の明るさと甘いマスクから、この間にテレビ金沢でキャスターも経験している。
1994年にはかつての師・アントン・ヘーシンクを石川に招き、大学柔道場で技を掛け合うなどした。
1996年、教え子の1人が正力杯学生体重別選手権大会で3位入賞。これは、練習時間の制限というハンディを背負った工業大学の学生であることを考慮すれば、特筆される快挙であった。
一方で、柔道界においては全日本柔道連盟評議員や全日本学生柔道連盟理事などを務める傍ら、北信越学生柔道連盟の会長に就任し、北信越地域における柔道の発展に尽力した。2004年からは、自身の名を冠した「湊谷杯全国学生柔道体重別選手権」も主催した。
2009年3月、東海大学出身で全日本ジュニア大会の優勝経験もある鈴木貴士に監督を譲り、大学を退任。以後は同大の名誉教授となって、金沢市郊外で妻と共に悠々自適の生活に。齢65を越えてからも早朝ランニングや日々の鍛錬は欠かさずベンチプレスは130kgを指し、また、折を見ては金沢工業大学にある柔道場で学生と共に汗を流していた。
1943年度生まれの同期の中でも抜群の若さを保ち自他共に一番長生きすると思われていた湊谷だったが、2016年2月に脳梗塞で倒れ、右半身の麻痺と言語障害をもつことになる。回復を願う周囲の願いも虚しく、同年6月15日に心不全で死去した。72歳没。

## 主な戦績
- 1963年 - 全日本学生柔道選手権大会（軽量級） 3位
- 1965年 - 世界柔道選手権大会（軽量級）　準優勝
- 1966年 - 全日本学生柔道選手権大会　優勝
- 1968年 - 全日本学生柔道選手権大会　優勝
- 1967年 - 世界柔道選手権大会（軽中量級）　優勝
- 1969年 - 世界柔道選手権大会（軽中量級）　優勝
- 1969年 - 全日本柔道選手権大会　出場
- 1969年 - 全日本選抜柔道体重別選手権大会（軽軽量級）　優勝
- 1970年 - 全日本柔道選手権大会　出場
- 1970年 - 全日本選抜柔道体重別選手権大会（軽軽量級）　優勝
- 1971年 - 世界柔道選手権大会（軽中量級）　準優勝